# Оброво (гміна)
Гміна Оброво (пол. Gmina Obrowo) — сільська гміна у північній Польщі. Належить до Торунського повіту Куявсько-Поморського воєводства.
Станом на 31 грудня 2011 у гміні проживало 13197 осіб.

## Площа
Згідно з даними за 2007 рік площа гміни становила 161.97 км², у тому числі:
- орні землі: 55.00%
- ліси: 37.00%

Таким чином, площа гміни становить 13.17% площі повіту.

## Населення
Станом на 31 грудня 2011:
| Опис     | Загалом | Загалом | Чоловіки | Чоловіки | Жінки | Жінки |
| -------- | ------- | ------- | -------- | -------- | ----- | ----- |
| одиниця  | осіб    | %       | осіб     | %        | осіб  | %     |
| все      | 13197   | 100     | 6514     | 49.36    | 6683  | 50.64 |
| міське   | 0       | 100     | 0        |          | 0     |       |
| сільське | 13197   | 100     | 6514     | 49.36    | 6683  | 50.64 |

## Сусідні гміни
Гміна Оброво межує з такими гмінами: Александрув-Куявський, Цехоцин, Цехоцинек, Черніково, Любич, Велька Нешавка.